# Antillophos lucubratonis
Antillophos lucubratonis is een soort in de klasse van de Gastropoda (Slakken).
Het dier komt uit het geslacht Antillophos en behoort tot de familie Buccinidae. Antillophos lucubratonis werd in 2005 beschreven door Fraussen & Poppe.